# 維利沙納
維利沙納是位於烏克蘭中部的市級鎮，由切爾卡瑟州裡茲韋尼霍羅德卡區的維利沙納市鎮負責管轄，並為該市鎮的行政中心。該鎮處於維利尚卡河畔，分別距離戈羅季謝25公里和切爾卡瑟83公里，始建於1598年，海拔高度162米，2022年人口2,919。